# Vladimír Záboj Vaina
Vladimír Záboj Vaina, křtěný Vladimír Záboj (11. říjen 1876 Mladá Boleslav – 14. únor 1954 Lázně Bělohrad) byl český právník, státní úředník, politik a sportovní komisař, první náčelník Horské služby v Krkonoších, vůbec první takové organizace v tehdejším Československu. Roku 1913 byl jako traťový komisař účasten lyžařského závodu, při kterém zahynuli lyžaři Bohumil Hanč a Václav Vrbata. V závěru německé okupace Čech, Moravy a Slezska rovněž vykonával funkci starosty města Lázně Bělohrad. Jeho manželkou byla spisovatelka a malířka Magda Bílá.

## Život a dílo

### Mládí
Narodil se v Mladé Boleslavi v rodině adjunkta, doktora některých práv u c.k. krajského soudu Františka Vaina a jeho ženy Josefy rodem Krejčové, dcery adjunkta u téhož soudu.. Vystudoval Právnickou fakultu Karlo-Ferdinandovy univerzity v Praze, kde roku 1901 získal titul JUDr. V letech 1901 až 1908 pracoval jako místodržitelský koncipista v pražském Karlíně, roku 1908 byl pak jmenován okresním komisařem v Turnově. Roku 1903 pojal za manželku spisovatelku a malířku Magdu Bílou.

### Tragická smrt Hanče a Vrbaty
Vaina se rovněž jako traťový komisař účastnil krkonošských závodů v běhu na lyžích. V této úloze působil také na 8. ročníku padesátikilometrového mezinárodního mistrovského závodu konaného 24. března 1913, posléze tragicky proslulého úmrtím jeho účastníků Bohumila Hanče a jeho přítele Václava Vrbaty.
Závod, do kterého bylo přihlášeno šest zkušených lyžařů, odstartoval v 7:10 od Labské boudy směrem k Martinovce. Teplota dosahovala mimořádně vysokých 8 °C, a proto všech šest závodníků vyjelo na trať jen v košilích, bez čepic a rukavic. Kolem osmé hodiny se počasí zkazilo a začalo pršet, o hodinu později se výrazně ochladilo a déšť se změnil ve sněžení. Po desáté hodině přišla vichřice a padal hustý mokrý sníh. Kvůli počasí postupně vzdali všichni závodníci kromě Hanče, který netušil, že jede sám.
Vaina byl jako traťový komisař situován na stanovišti U Violíku. V 11:52, už věděl, že za Hančem už hodinu nikdo další neprojel, a snažil se jej proto zastavit voláním a máváním. Ten ale v silné vichřici nerozuměl Vainovu volání a jeho mávání si zřejmě vysvětlil jako upozornění na směr trati. Na Vainu jenom mávl a pokračoval dál, směrem na Zlaté návrší. Tam, zcela zmožený mrazem, potkal v mlze svého přítele Vrbatu, který mu oddaně navlékl svůj kabát a čepici. Hanč pokračoval k Labské boudě a Vrbata začal sjíždět k Mísečkám, ale po chvíli se kvůli obavám o Hanče vrátil na hřeben a snažil se ho najít a pomoci mu. Oba posléze na následky podchlazení zemřeli.

### Horská služba
Ve funkci turnovského okresního hejtmana setrval i po dobu první světové války a vzniku Československa, jeho práce pro rakousko-uherské úřady byla posléze kruhy prvního československého odboje hodnocena jako byrokratická a k dosažení samostatnosti na monarchii opatrná. Roku 1921 byl pak jmenován okresním hejtmanem v Semilech, roku 1928 se pak stal okresním hejtmanem ve Vrchlabí.
S přibývající regionální turistickou a sportovní vytížeností regionu Krkonoš, a v živé paměti tragédie Hanče a Vrbaty, byl před zimou 1934 byl v Krkonoších vytvořen samostatný záchranný sbor o šesti oddílech (oddíl hasičů, oddíl učitelů lyžování a sportovní oddíly). 12. května 1935 byla založena jednotná organizace Horské služby v Krkonoších. Pro účely pomoci turistům bylo postaveno prvních pět stanic první pomoci. Jakožto vrchlabský okresní hejtman jím byl jmenován právě Vladimír Záboj Vaida.

### V Lázních Bělohrad
Roku 1936 se i s manželkou přestěhovali do Lázní Bělohrad. Během období Protektorátu Čechy a Morava, rozpuštění zastupitelstva města a zvolení správní komise roku 1943 se Vaina stal jejím předsedou, a tím de facto starostou města. Funkce dosáhl díky svým kontaktům a vazbám na německé jazykové prostředí v kraji, čehož měl dle výpovědí pamětníků zároveň pomáhat chránit civilní obyvatelstvo před represemi německé okupační moci. V úřadu setrval do 29. dubna 1945, kdy jej vystřídal Ing. Ambros.

### Úmrtí
Vladimír Záboj Vaina zemřel 14. února 1954 v Lázních Bělohrad ve věku 77 let. Pohřben byl v Nové Pace.